# ديلبرت بلاك
ديلبرت بلاك (بالإنجليزية: Delbert Black)‏ هو عسكري أمريكي، ولد في 11 يوليو 1922 في مقاطعة لوف في الولايات المتحدة، وتوفي في 5 مارس 2000 في وينتر بارك، فلوريدا في الولايات المتحدة.